# 18 Wheels of Steel: Across America
18 Wheels Of Steel: Across America (рус. 18 стальных колёс: По дорогам Америки) — компьютерная игра в жанре симулятора грузовых перевозок, разработанная чешской компанией SCS Software и выпущенная 10 сентября 2003 года компанией ValuSoft для персонального компьютера. В России и странах СНГ изданием занимается «Бука».
Игра-автосимулятор 18 стальных колёс: По дорогам Америки является второй частью серии игр 18 Wheels of Steel (рус. 18 стальных колес). Во многом похожа на Hard Truck: 18 Wheels of Steel, в игре значительно улучшена графика но используется аналогичный игровой движок с рядом улучшений, добавлены новые грузовики и грузы, была создана новая единая локация, которая охватывает всю континентальную часть США и содержит общим счётом двадцать городов. Доступен выбор из 15 тягачей и более 30 прицепов. В игре используется система внутриигрового времени, игровой час равняется минуте настоящего времени.

## Игровой процесс
Игра сосредоточена на необходимости перевозки грузов, которая осуществляется на грузовиках. Игрок, выполняя роль дальнобойщика, путешествует между городами США. В отличие от первой части, таймер сна был убран. Улучшена модель трафика, а также добавлены самолёты, вертолёты, и поезда с аутентичными звуками. Также реализованы некоторые другие вещи, присущие реальным грузоперевозкам: игрок может отдавать сообщения другим дальнобойщикам по рации, он может попадать в аварию, его может остановить полиция и т. п. Вид виртуальной камеры можно переключать, доступно несколько перспектив обзора, включая вид из кабины грузовика.